# Terebellobranchia hugonis
Terebellobranchia hugonis är en ringmaskart som beskrevs av Rullier 1972. Terebellobranchia hugonis ingår i släktet Terebellobranchia och familjen Terebellidae. Inga underarter finns listade i Catalogue of Life.